# Primarias del Partido Republicano de 2012 en Luisiana
Las Primarias del Partido Republicano de 2012 en Luisiana se hicieron el 24 de marzo de 2012. Las Primarias del Partido Republicano fueron unas Primarias, con 46 delegados para elegir al candidato del partido Republicano para las elecciones presidenciales de Estados Unidos de 2012. En el estado de Luisiana estaban en disputa 46 delegados, pero solamente 20 delegados iban a ser otorgado durante las primarias, y el resto durante unas asambleas.

## Elecciones

### Resultados
Con el 100.0% (4,267 de 4,267 precintos) reportado:
| Primarias del Partido Republicano de Luisiana de 2012 | Primarias del Partido Republicano de Luisiana de 2012 | Primarias del Partido Republicano de Luisiana de 2012 | Primarias del Partido Republicano de Luisiana de 2012 | Primarias del Partido Republicano de Luisiana de 2012 |
| Candidato                                             | Votos                                                 | Porcentaje                                            | Delegados                                             |                                                       |
| ----------------------------------------------------- | ----------------------------------------------------- | ----------------------------------------------------- | ----------------------------------------------------- | ----------------------------------------------------- |
| Rick Santorum                                         | 91,305                                                | 48.99%                                                | 13                                                    |                                                       |
| Mitt Romney                                           | 49,749                                                | 26.69%                                                | 7                                                     |                                                       |
| Newt Gingrich                                         | 29,655                                                | 15.91%                                                | 0                                                     |                                                       |
| Ron Paul                                              | 11,460                                                | 6.15%                                                 | 0                                                     |                                                       |
| Buddy Roemer                                          | 2,203                                                 | 1.18%                                                 | 0                                                     |                                                       |
| Rick Perry                                            | 955                                                   | 0.51%                                                 | 0                                                     |                                                       |
| Michele Bachmann                                      | 622                                                   | 0.33%                                                 | 0                                                     |                                                       |
| Jon Huntsman, Jr.                                     | 242                                                   | 0.13%                                                 | 0                                                     |                                                       |
| Randy Crow                                            | 186                                                   | 0.10%                                                 | 0                                                     |                                                       |
| Delegados proyectados:                                | Delegados proyectados:                                | Delegados proyectados:                                | 0                                                     |                                                       |
| Total:                                                | 186,377                                               | 100.00%                                               | 20                                                    |                                                       |

| Clave: | Retirado antes de la contienda |

## Asambleas
Ron Paul ganó las asambleas de los distritos congresionales, al ganar cuatro de los seis distritos congresionales del estado de Luisiana, ganando 111 de 150 delegados para la Convención de 2012. Los delegados a la convención estatal celebrada el 2 de junio de 2012, elegirían al candidato para la Convención Nacional Republicana en agosto.
Las asambleas se celebraron en 30 localidades:
| Localidad            | Sede                                                  | Parroquia |
| -------------------- | ----------------------------------------------------- | --- |
| Bossier City         | Bossier Parish Community College                      | Bossier, Webster |
| Shreveport           | S’Port Port                                           | Caddo, De Soto, Red River |
| Monroe               | Barak Shrine Temple                                   | Quachita, Morehouse, East Carroll, West Carroll, Caldwell |
| Ruston               | Hampton Inn                                           | Lincoln, Jackson, Union, Claiborne, Bienville |
| Winnsboro            | Princess Room                                         | Franklin, Tensas, Madison, Richland |
| Vidalia              | Comfort Suites                                        | Catahoula, Concordia |
| Natchitoches         | Best Western Natchitoches Inn                         | Natchitoches, Winn, Sabine |
| Pinesville           | Louisiana College Guinn Auditorium                    | Rapides, Grant, Avoyelles, Evangeline, LaSalle |
| Leesville            | 1st United Pentecostal Church                         | Vernon, Beauregard |
| Lake Charles         | Comfort Suites                                        | Calcasieu, Cameron, Allen |
| Rayne                | Best Western Hotel                                    | Acadia, Jefferson Davis |
| Abbeville            | Palacio de Justicia de la Parroquia de Vermillion     | Vermillion |
| Lafayette            | Family Church                                         | Lafayette, St. Landry, St. Martin, Iberia |
| Morgan City          | Hampton Inn                                           | St. Mary |
| Port Allen           | Reliant Technology                                    | West Baton Rouge, Iberville |
| Baton Rouge          | Jefferson Baptist Church                              | Residentes de la parroquia de East Baton Rouge al sur de Florida Blvd. |
| Central              | Kristenwood                                           | Residentes de la parroquia de East Baton Rouge al norte de Florida Blvd. |
| St. Francisville     | Magnuson Hotel                                        | West Feliciana, East Feliciana, Pointe Coupee |
| Denham Springs       | Hampton Inn                                           | Livingston, St. Helena |
| Gonzales             | Ascension Parish Republican Party Headquarters        | Ascension, Assumption |
| Hammond              | Hampton Inn                                           | Tangipahoa |
| Covington/Mandeville | Clarion Hotel                                         | Residentes de la parroquia de Washington y los del occidente de la parroquia de St. Tammany (precintos del 101 al 706 y los precintos que comienzan con las letras “A”, “C”, “F” o “M”) |
| Slidell              | Hampton Inn                                           | Residentes del Este de St. Tammany (precintos del 801 al 921 y los precintos que comienzan con las letras “S” o “P”)                                                                    |
| Chalmette            | Edificio Gubernamental de la Parroquia de St. Bernard | Residentes de las parroquias de St. Bernard y Plaquemines |
| Nueva Orleans        | De LaSalle High School                                | Residentes de la parroquia de Orleans |
| Gretna               | Quality Inns And Suites                               | Residentes de West Bank de las parroquias de Orleans, Jefferson y Plaquemines |
| Metairie             | Lifegate Church                                       | Jefferson Parish East Bank Residents |
| LaPlace              | Quality Inn                                           | St. John the Baptist, St. James |
| Boutte               | Zydecos Restaurant                                    | St. Charles |
| Houma                | LaQuinta Hotel                                        | Terrebonne, Lafourche |